# Acrocercops autadelpha
Acrocercops autadelpha là một loài bướm đêm thuộc họ Gracillariidae. Nó được tìm thấy ở Queensland và New South Wales.